# Krajowy Zarząd Gospodarki Wodnej
Krajowy Zarząd Gospodarki Wodnej – polski urząd administracji rządowej właściwy w sprawach gospodarowania wodami, zapewnia obsługę centralnego organu gospodarki wodnej – początkowo Prezesa Krajowego Zarządu Gospodarki Wodnej (Dz.U. z dnia 27 czerwca 2006 r.), a od 2018 roku prezesa Wód Polskich. Pomimo swej nazwy Krajowy Zarząd pełni jedynie funkcję pomocniczą względem Prezesa Krajowego Zarządu Gospodarki Wodnej. Ustawa Prawo wodne (Dz.U. z 2015 r. poz. 469, z późniejszymi zmianami) podobnie jak statut nie precyzuje szerzej zadań Krajowego Zarządu. We wspomnianej ustawie wyszczególniono natomiast zadania Prezesa Krajowego Zarządu Gospodarki Wodnej.

## Historia
Urzędem o podobnych kompetencjach był działający w latach 1960-1972 Centralny Urząd Gospodarki Wodnej. Bezpośrednim poprzednikiem Krajowego Zarządu Gospodarki Wodnej było Biuro Gospodarki Wodnej – państwowa jednostka budżetowa organizacyjnie podległa Ministrowi Środowiska postawiona w stan likwidacji z dniem 1 maja 2006 roku. Jednocześnie 1 lipca 2006 roku pracownicy zatrudnieni w tym biurze stali się pracownikami Krajowego Zarządu.
Na przełomie 2017 i 2018 KZGW stał się jednostką organizacyjną Państwowego Gospodarstwa Wodnego Wody Polskie jako jego jednostka centralna.

## Kierownictwo[4]
- Mateusz Balcerowicz – prezes od 8 lipca 2025[5]
- Jacek Jarząbek – zastępca prezesa ds. Ekonomicznych i Organizacyjnych od 1 kwietnia 2024[6]
- Magdalena Żmuda – zastępca prezesa ds. Usług Wodnych od 15 maja 2024[7]
- Alicja Michalik-Kucińska – zastępca prezesa ds. Zarządzania Środowiskiem Wodnym od 1 czerwca 2024[8]
- Marcin Jarzyński – zastępca prezesa ds. Ochrony Przed Powodzią i Suszą[9]

## Lista prezesów

### Prezes Krajowego Zarządu Gospodarki Wodnej od 2006
- Mariusz Gajda od 1 lipca 2006 do 19 grudnia 2007
- Andrzej Sadurski od 8 lutego 2008 do 20 marca 2009
- Leszek Karwowski od 21 marca 2009 do 15 lutego 2012
- Janusz Wiśniewski od 15 lutego 2012 do 28 lutego 2013 (p.o.)
- Witold Sumisławski od 1 marca 2013 do 26 listopada 2015
- Iwona Koza od 27 listopada 2015 do 31 grudnia 2017[10] (p.o.)
- Joanna Kopczyńska od 11 stycznia 2024[11] do 7 lipca 2025[12]
- Mateusz Balcerowicz od 8 lipca 2025